# 의천도룡기
《의천도룡기》(중국어 간체자: 倚天屠龙记, 정체자: 倚天屠龍記, 병음: Yǐ Tiān Tú Lóng Jì 이톈투룽지[*], 광둥어: Ji2 Tin1 Tou4 Lung4 Gei3 이틴토우룽게이, 영어: The Heaven Sword and Dragon Saber 더 헤븐 소드 앤드 드래곤 세이버[*])는 김용의 1961년 소설로 사조 삼부곡 중 사조영웅전과 신조협려를 잇는 마지막 작품이다. 국내에서는 1986년 고려원에서 영웅문 3부로 처음 소개되었다. 1988년 5월 30일 한국매일출판사에서 대평원이란 제목으로 출판되었다. 이후 김영사에서 김용이 추가 개정한 내용을 더하여 의천도룡기로 내놓았다.
이 의천도룡기는 발표 후 드라마, 영화, 게임 등 다양한 매체를 통해 많은 작품들로 재탄생했으며 왕천림 감독의 의천도룡기 86 이후 계속해서 새로운 작품들이 만들어지고 있다.

## 줄거리

### 시대적 배경
도입부는 원나라 말기, 명나라가 건국될 즈음인 명나라 초기가 배경이고, 주 내용이 전개되는 시기는 원나라 말기 토곤 테무르 치하이다.

### 내용
전편인 사조영웅전과 신조협려의 주요인물인 곽정·황용 부부가 의천검과 도룡도를 제작한 이후의 이야기로, 장차 송나라가 멸망한 후 한족이 원나라에 항거하는데에 도움이 되기 위해 만든 의천검과 도룡도의 비밀을 둘러싸고 벌어지는 무림 고수들의 암투와 강호상의 은원, 한족과 몽골족의 갈등을 중심으로 줄거리가 전개된다.

『의천도룡기』 두텁게 읽기

2007년 『의천도룡기』 8권이 완역 출간됨으로써 ‘사조삼부작’ 24권이 완간되었다. 1986년 출간된 ‘영웅문’ 시리즈 18권이 원문의 약 60～70% 정도로 번역된 반면, ‘사조삼부작’은 완역이라는 점에서 그 의미가 크다.
『의천도룡기』의 주인공 장무기는 『사조영웅전』의 유가(儒家)적 협객인 곽정, 『신조협려』의 도가(道家)적 협객인 양과와는 다른 불가(佛家)적 협객이라 할 수 있다. 곽정이 ‘나라와 백성을 위하는 대협’을 지향하는 인물이고 양과가 유유자적하면서 자신의 개성을 추구하는 형상이라면, 장무기는 다른 사람의 단점보다는 장점을 기억하며 심지어 부모를 죽인 원수에게도 자비를 베푸는 모습을 보여준다. 진융은 다른 소설에서 협객의 의미에서 벗어난 비협(非俠)의 경지(『연성결』의 적운, 『협객행』의 석파천)를 보여주기도 하고, 심지어 무술도 할 줄 모르고 협의와는 거리가 먼 반협(反俠)의 인물 형상(『녹정기』의 위소보)도 창조했다. 그는 ‘삼류’라고 폄하되는 무협 장르에서 이처럼 개성이 강한 인물을 창조함으로써 무협소설의 품격을 향상했다.
대부분의 진융 소설이 그러하듯이 『의천도룡기』도 여러 층위에서 읽을 수 있는 ‘두터운 텍스트(thick text)’다. ‘두텁게 읽기’는 진융 독서의 즐거움을 배가시켜 줄 것이다.
첫째, 진융의 소설을 ‘역사 이야기’로 읽을 수 있다. 우리는 ‘사조삼부작’을 통해 송(宋)과 금(金), 원(元)의 역사를 익힐 수 있다. 『사조영웅전』은 칭기즈 칸의 흥기 과정과 금의 멸망 과정을 보여주고, 『신조협려』는 양양(襄陽)성 전투를 통해 원이 송을 멸망시키는 과정을 배경으로 삼았으며, 『의천도룡기』는 원 쇠퇴기에서 시작해서 명 건국까지의 과정을 파란만장하게 보여주고 있다. 앞의 두 소설과 마찬가지로 『의천도룡기』에서도 주인공 장무기는 역사 인물들과 조우한다. 훗날 명 태조가 되는 주원장과 항원 투쟁의 선봉장인 서달․상우춘 등이 그들이다. 진융이 역사를 가져오는 방식은 단순하게 시간만 지시하는 것이 아니라, 실제 역사 인물을 등장시켜 소설 속 인물과 직접적인 관계를 맺게 만든다. 바꿔 말하면 허구의 주인공들을 실제 역사 사건에 편입시키고 역사 인물들을 허구와 연계시킨다. 진융은 역사와 허구를 절묘하게 결합함으로써 역사소설의 품위와 무협소설의 재미를 겸비하게 했다.
여기서 한 걸음 더 나아가보자. 소설에서는 원나라를 극복 대상으로 그렸지만, 13세기 ‘세계체계(world system)’는 ‘팍스 몽골리카(Pax Mongolica)’였다. 따라서 항원(抗元) 투쟁은 오늘날 ‘팍스 시니카(Pax Sinica)’의 입장에서 보면 소탐대실이었다. 중국 내 한족의 패권을 확립하기 위해 ‘팍스 몽골리카’의 일부인 원나라에 저항함으로써 세계체계 내 대중화(大中華)의 패권 가능성을 배척하는 결과를 가져왔으니 말이다. ‘사조삼부작’ 시기의 진융은 훗날 『천룡팔부』나 『녹정기』에서 보여주는 ‘오족공화(五族共和)’, 즉 ‘중화 네이션 대가정’의 인식 수준에 이르지 못했기 때문에, 몽골족과 거란족을 이민족으로 간주해 극복 대상으로 설정함으로써 ‘팍스 몽골리카’ 세계체계를 붕괴하는 데 일조한 셈이다. 대한족중심주의의 일단을 볼 수 있다.
다음으로 이 소설은 ‘욕망과 집념에 관한 이야기’로 읽을 수 있다. 소설에는 저마다의 욕망을 가진 수많은 유형의 인물이 등장한다. 소설 내 모든 사달의 주모자인 성곤과 장무기의 의부인 사손은 복수의 일념으로 살아가는 사람이다. 성곤은 사랑하던 여인을 빼앗긴 복수를 위해, 사손은 가족을 잃은 복수를 위해 일생을 바친다. 또한 명교에 대한 멸절사태의 복수심, 장무기에 대한 조민의 적극적인 일편단심, 주지약에 대한 송청서의 집착과 기효부를 잊지 못하는 은리정의 집착 등은 인간의 속성을 파노라마처럼 보여준다. 특히 어려서 장무기에게 물린 기억을 평생 잊지 않고 그를 찾아다니는 아리는 장무기 본인을 확인한 후에도 기억 속의 장무기를 찾아 떠난다. 정신분석학적 분석이 필요한 인물이다. 아울러 명나라를 세워 황제 자리에 오른 주원장의 정치적 욕망도 주목의 대상이다. 그는 민간에서 명교에 들어가 세력을 쌓고 자신의 상관들을 권모술수로 처리해서 최고 지위에 오른다. 우리는 그를 통해 저급하고 추악한 정치 드라마의 속성을 볼 수 있다. 주원장의 형상은 ‘독하지 않으면 대장부가 될 수 없다(無毒不丈夫)’는 속담의 진수를 보여준다.
셋째, 『의천도룡기』는 앞의 두 작품과 마찬가지로 ‘성장에 관한 이야기’다. 착하지만 병약했던 아이가 험난한 시련을 거쳐 명교의 교주이자 무림지존으로 성장하는 이야기다. 장무기의 개성을 파악하는 핵심어는 ‘부드러움(柔)’이다. 그는 순리를 따르며 자비를 베풀며 살지만, 그의 부드러움은 유약(柔弱)하지 않고 외유내강(外柔內剛)하다. 그러기에 기효부의 딸 양불회를 아버지 양소에게 데려다줄 수 있었다. 그러나 사랑 앞에서는 우유부단(優柔不斷)한 편이다. 그는 마지막에 조민과 결합하면서도 주지약을 떨쳐버리지 못하고 아소와 아리를 잊지 못한다. 장무기의 성장 과정에서도 기연은 등장한다. 다른 무협소설과 달리, 진융은 인물의 성격에서 오는 필연적 요소와 정밀한 세부 묘사를 절묘하게 결합해 우연성을 극복하고 있다. 영화 촬영 기법을 활용한 세부 묘사는 독자들에게 생동한 명장면들을 선사한다. 21장의 광명정 전투, 24장의 무당산 삼청전의 전투, 그리고 36장의 소림사 세 고승과의 대결은 그 대표적인 예다.
넷째, ‘강호라는 가상 세계에 관한 이야기’ 또한 빠뜨릴 수 없다. 이는 무협소설의 요체다. 텍스트에서 강호인들은 도룡도와 의천검을 얻으려고 혈안이다. 나중에 밝혀지는 비밀에 의하면, 곽정이 만들었다는 한 쌍의 도검 속에는 각각 악비(岳飛)의 병서와 『구음진경』이 들어있었다. 사손은 도룡도를 손에 넣기 위해 수십 명의 무고한 인명을 살상하고 빙화도로 떠나고, 장무기의 부모는 사손과의 의리와 도룡도의 비밀을 지키기 위해 자결한다. 강호인치고 도룡도와 의천검에서 자유로운 사람은 없어 보인다. 진융이 그려낸 강호는 소림․무당․아미․화산․곤륜․공동의 육대문파와 명교로 대변되는 ‘정(正)과 사(邪)의 대립’으로 구성되어 있다. 그런데 진융은 이들을 변화의 관점에서 서술한다. 정파에도 악인이 있을 수 있고 사파에도 선인이 있을 수 있으며, ‘정이 사가 될 수 있고 사 또한 정이 될 수 있다’라는 교훈을 잊지 않는다.
이상이 텍스트 전체에 걸친 이야기라면, 아래에서는 세부적인 부분으로 들어가 보자.
장무기가 익힌 무공은 ‘무공의 개성화와 문화화’의 경지를 구현하고 있다. 그가 구양진경, 건곤대나이, 태극권․태극검 등 최고의 무공을 연마하는 과정은 가히 ‘전기적(傳奇的: romantic)’이라 할 수 있지만, 진융은 그 과정을 개성화하고 문화화한다. 그는 남들이 평생 걸려도 제대로 익히지 못하는 건곤대나이를 구양진경의 내공에 힘입어 몇 시간 만에 숙달하는 과정에서 과욕을 부리지 않는 개성을 드러낸다. 또한 태극검은 장무기의 부드러움과 잘 어울리는 무공인 동시에 ‘마음으로 검을 부리는’ ‘이의어검(以意馭劍)’의 경지를 제시하고 있다. 초식보다 검의(劍意)의 중요성을 강조하면서 무공은 문화로 바뀌고 사상으로 승화한다.

## 등장 인물

### 명교
(조로아스터교 - 백련교(명교) - 홍건적)
- 장무기: 소설의 주인공으로 어려서 북극의 무인도인 빙화도에서 태어나 자랐다. 중원으로 귀환 도중 현명이로에게 현명신장을 맞아 어린시절을 한독에 중독된 채 보낸다. 천성이 순진하여 권모술수에 쉽게 당하는 탓에 숱한 죽을 고비를 넘기나 뛰어난 오성과 기연으로 이를 극복하고 구양진경과 건곤대나이를 습득한다. 광명정 전투에서 육대문파를 격파함으로써 명교 제34대 교주로 추대되었다.
- 사손: 명교 사대 호교법왕의 세번째. 털이 금색이어서 금모사왕으로 불린다. 장무기의 의부. 장무기의 아버지인 장취산과 어머니인 은소소를 납치하여 장무기 탄생의 실마리를 제공하였다. 스승 성곤과의 원한은 소설의 주된 갈등 중 하나를 이룬다. 후에 출가하여 승려가 된다.
- 은천정: 명교 사대 호교법왕의 두번째 백미응왕. 장무기의 외조부. 명교교주 양정천의 부재로 인하여 천응교로 분파하였다가 장무기 집권 이후 명교로 회귀하였다. 그러나 도사대회에서 삼신승의 일장을 맞고 중상을 입어 후에 소림사에서 사망한다.
- 은야왕: 은천정의 아들로 장무기의 외숙부. 여러 처첩을 거느려 딸 은리와 갈등하였다가 현명이로에게 현명신장을 맞고 죽을 위기에 처해졌으나 그 와중에 반성을 하고 나중에 은리와 화해한다.
- 은리: 장무기는 주아로 부른다. 은야왕의 첫번째 부인의 딸. 첩어머니를 살해하고 어머니 또한 죽게 돼서 아버지로부터 도망쳐 금화파파의 수제자로 자랐고 어릴적 장무기와의 추억을 간직한 채 그리워한다. 그녀의 무공은 천주만독수로 어머니에게서 전수받은 거미의 독을 내공으로 하는 독공으로 오직 거미의 독이 전신에 퍼져야하고, 많이 물리면 물릴수록 상당한 위력을 발휘한다. 그러나 영사도에서 주지약에게 얼굴을 난도질당하여 독이 피를 통하여 배출되자 천주만독수의 무공도 사라졌다. 장무기는 사망한 줄 알고 그녀에게 돌무덤을 만들어주지만, 이후 살아서 돌아온다.
- 은소소: 은천정의 딸로 장무기의 어머니. 장취산과 사손에게 납치되어 빙화도에서 살았다. 중원으로 귀환 후, 남편이 자살하자 뒤따라 목숨을 끊었다.
- 위일소: 명교 사대 호교법왕의 네번째 청익복왕. 경공술의 달인. 한빙면장을 잘못 구사하는 탓에 한독이 발작하여 인간의 피를 흡혈해야 했지만 후에 장무기에게 광명정 비밀통로에서 치료를 받고 완치되었다.
- 양소: 명교 광명좌사자. 문무에 출중하여 교주 공백기에는 광명정의 실권을 장악하였으나 이로 인해 명교 분열을 야기하였다.
- 양불회: 양소의 딸로 불회라는 이름은 양소와 기효부가 부부가 되어 딸을 낳으니 후회하지 않는다는 의미이다. 이후 부모님의 죄를 사죄하고자 은리정과 혼인했다.
- 양정천: 명교의 33대 교주. 명교의 금단의 밀실에서 건곤대나이를 연마하던 도중 우연히 성곤과 자신의 아내가 밀회하는 것을 목격하자, 이에 격분하여 연마 도중 피눈물을 흘리고 주화입마되어 숨졌다. 그가 남긴 편지에는 64괘 방위중 하나인 무망위의 탈출구가 있다고 했으며, 페르시아 명교가 입수한 전대 교주가 분실한 성화령을 찾아올 것과 금모사왕 사손을 제34대 교주로 추대하라고 썼다.
- 범요: 명교 광명우사자. 양소와 함께 소요이선으로 불리며 뛰어난 용모를 자랑했으나 염탐을 위해 스스로 용모를 훼손하고 여양왕부에 투신하였다.
- 설불득: 은리를 찾아 방황하는 장무기를 납치해 광명정으로 끌고 왔고 결국 장무기와 성곤의 첫 대면 및 장무기의 구양신공 완성의 실마리를 제공했다. 늘상 포대를 가지고 다니는 탓에 포대화상으로 불린다. 명교 오산인의 하나.
- 팽형옥: 정민군에게 왼쪽 눈을 찔려 애꾸가 되었다. 명교 오산인의 하나. 강호에서는 그를 팽화상이라고 부른다.
- 장중: 별칭 철관도인. 명교를 위해서는 체면을 가리지 않았다. 명교 오산인의 하나.
- 냉겸: 냉면서생이라는 별칭을 갖고 있다. 뛰어난 행정관으로 거의 입을 열지 않는다. 장무기 집권 후 광명정의 행정을 총괄하게 되었다. 명교 오산인의 하나.
- 주전: 방정맞은 입담의 소유자로 양소와 사사건건 대립하였다. 명교 오산인의 하나.
- 호청우: 별칭 접곡의선 혹은 견사불구. 불세출의 명의지만 사람이 눈앞에서 죽어가도 명교인이 아니면 눈하나 깜짝하지 않는 외눈의 소유자이다. 현명신장을 맞고 생사를 헤메는 장무기가 명교 입교를 거부하자 처음에는 냉대하나 후에 장무기에게 동정을 느끼고 의술을 사사해준다. 금화파파에게 살해되었다.
- 왕난고 : 호청우의 아내이자 독의 대가이다. 왕난고의 독에 중독된 호청우가 장무기에게 이르기를 20년 전부터 지금까지 왕난고가 독을 시험하면 나는 독을 푸는 해약제조와 해독치료를 해오는 시합을 했다고 말한다. 후에 금화파파에게 살해당한다. 살해당하기 전 장무기에게 자신이 사용하는 독에 관한 비전을 전수한다.
- 주원장: 본래 황각사 승려였으나 속세로 나와 명교에 투신하여 의병장으로 활동했다. 장무기와 조민과의 관계를 구실로 장무기를 윽박질러 교주 자리를 획득하고자 했으나 실패했다. 명나라를 건국했다.
- 상우춘: 한수에서 원군의 추격을 받던 중 장삼풍의 구원을 받아 그 보답으로 장무기를 호청우에게 데려갔다. 명나라의 건국 공신이 되었으나 요절하였다.
- 서달: 장무기의 의협심에 감동해 괴한들에게 잡혀먹히려는 장무기와 양불회를 구해주었다. 명나라 건국 공신.

### 페르시아 명교
- 다이치스: 명교 사대 호교법왕의 첫번째인 자삼용왕. 보라색의 옷을 입고 수중전에 강하여 자삼용왕이라 칭한다. 페르시아 명교 성녀였으나 중원 명교에 들어와 제33대 교주인 양정천의 양녀가 된다. 이후 영사도에서 온 한천엽이 아버지의 복수를 하겠다며 명교 광명정에 왔는데, 다이치스는 양정천에게 양해를 구하고 얼음장 같이 차가운 벽수한담에서 비무를 제안하여 한천엽과 수중전을 펼쳤다. 이후 수중전에서 패한 탓에 한천엽이 앓아 누워있었는데, 다이치스가 그를 돌보는 중에 연민의 정을 느껴 그와 혼인하여 돌연 한천엽과 함께 영사도로 들어가버리지만, 성녀는 혼인할 수 없다는 규율을 위반한 탓에 교단의 추격을 받았다. 교단의 추격을 피하기 위하여 철구면피를 쓰고 할머니로 변장한 탓에 금화파파로 불린다. 나중에 풍운삼사에게 추포되어 화형될 위기에 처하자, 장무기가 평등보수왕을 인질로 하여 맞교환하여 풀려났는데, 이후 그의 딸인 소소를 총교주로 만들어주며 중원을 떠났다.
- 소소: 다이치스의 딸로 어머니를 대신해 광명정에 잠입하여 건곤대나이를 탈취하고자 하였다. 양불회에게 학대받는 자신을 구해준 장무기를 사랑하였으나 어머니의 죄값으로 페르시아 명교 교주가 되어 떠났다.
- 평등보수왕: 총교주 바로 밑에 있는 페르시아 십이보수왕 중의 한 명. 십이보수왕은 명교 경전을 연구하는 대경사이다. 다이치스가 페르시아 명교 사자에게 추포되어 화형당할 위기에 처하자, 장무기는 평등보수왕을 인질로 잡아서 다이치스와 맞교환하여 구해냈다.
- 풍운삼사: 페르시아 명교의 사절단이자 다이치스를 추포하기 위하여 파견된 세 명의 사신. 이들 전부 페르시아인인데, 푸른 눈을 가진 유운사, 노란수염을 가진 묘풍사, 검은머리에 옅은 눈동자색을 가진 휘월사이다. 그들은 성화령 신공을 바탕으로 장무기와 대적하는데, 풍운삼사의 무기는 성화령이고 장무기의 무기는 도룡도였다. 하지만 조민의 조력으로 장무기는 겨우 이들을 물리쳤다.

### 무당파
- 장삼풍: 무당파의 개창조사. 원래 이름은 장군보. 소림사에서 스승인 각원대사를 모시던 하인이었으나 각원대사의 사망이후 소림사를 뛰쳐나와 도가를 접목시켜 태극권을 창안하여 무당파를 개창한다. 후에 무림의 태산북두로 추앙받았다.
- 송원교: 장삼풍의 맏제자로 2대 장문직을 이어받을 예정이었으나 아들 송청서의 패륜으로 실의에 빠진다.
- 송청서: 송원교의 아들로 주지약을 짝사랑하였으나 주지약이 장무기만을 사랑하자 장무기를 증오하게 되었다. 치정 때문에 숱한 패륜을 저지르다가 도사 영웅대회에서 두개골이 바스라져 무당산에서 숨졌다.
- 유연주: 무당파의 둘째 제자. 장삼풍이 송청서의 잘못으로 인하여 후계장문직을 송원교를 대신해 후계자가 되었다.
- 유대암: 무당파의 셋째 제자. 도룡도와 연루되어 온 몸의 관절이 부러지고 폐인이 되었다.
- 장송계: 무당파의 넷째 제자. 한족어와 몽골어 등 여러 언어에 능통하였으며 높은 식견을 가졌다.
- 장취산: 무당파의 다섯째 제자. 장무기의 아버지로 그의 부인인 은소소와 함께 사손에게 납치되어 빙화도에서 살았다. 중원 귀환 후 사손의 행방에 대해 침묵하고 은소소로 인하여 폐인이 된 사형 유대암에게 사죄하고자 스스로 목숨을 끊었다.
- 은리정: 무당파의 여섯째 제자. 사형 장취산의 자살과 약혼녀 기효부와 양소의 일로 명교를 적대했다. 후에 양불회와 결혼하여 원한이 해소되었다.
- 막성곡: 무당파의 막내제자. 아미파 여제자의 침소를 엿본 송청서를 꾸짖다가 송청서와 진우량에게 격살되었다.

### 아미파
- 곽양: 신조협려의 등장인물이며 프롤로그에도 등장한다. 신조대협 양과를 잊지 못해 천하를 방황하다 출가하여 아미파를 세웠다.
- 멸절사태: 아미파 제4대 장문인. 명교를 증오하여 양소와 통정한 애제자 기효부를 타살하기도 하였다. 조민의 계략에 걸려 포로가 되자 육대문파가 갇힌 만안사에서 주지약에게 의천검과 도룡도의 비밀을 알려주고 아미파의 장래를 부탁한 뒤, 자신을 구해주려는 명교 교주 장무기를 오히려 공격하고는 낙사했다.
- 주지약: 아미파 제5대 장문인. 어릴 적 한수에서 상우춘과 함께 장삼풍의 구원을 받았고 그 연으로 멸절사태의 제자가 되었다. 장성하여 다시 만난 장무기를 사랑하게 되었으나 스승의 유언에 따라 의천검과 도룡도를 훔쳤다.
- 정민군: 별칭 독수무염. 제5대 장문직을 노려 스승 멸절사태의 총애를 받던 기효부와 주지약을 시기하고 모함하였다.
- 기효부: 양불회의 어머니. 은리정의 약혼녀였으나 양소에게 구원받고 그를 사모하여 딸 양불회를 낳고 기르다 멸절사태에게 죽임을 당했다.
- 패금의: 기효부의 사매이자 멸절사태의 여제자. 기효부를 진심으로 따르고 은리정과 기효부가 맺어지지 못한 것에 대해서 늘 마음아파 한다. 기효부의 딸인 양불회를 살리는데 결정적인 공헌을 한다.
- 정현사태/정가사태 등: 아미파의 출가제자이자 멸절사태의 제자.

### 소림파
- 공문: 소림 장문인. 장무기의 한독 치료를 간청하는 장삼풍에게 협력하지 않았다. 후에 성곤에 의해 죽을 뻔 했으나 명교의 구원을 받았다.
- 공지: 소림 내 2인자로 편협된 사고를 지녔으며 광명정 전투를 총지휘하기도 했다.
- 공성: 소림 용조수의 달인. 광명정 전투에서 장무기에게 감복해했다. 귀환 도중 아삼에게 죽었다.
- 원음: 용문표국 사건의 범인으로 장취산을 오해하였으며 이후로도 깊은 원한을 품고 있다가 광명정 전투에서 장무기의 설교에 감화되었다.
- 도액/도겁/도난: 별칭 소림파 삼신승. 명교 제33대 교주였던 양정천과의 원한으로 금강복마권을 연마하였다. 포로가 된 사손을 관리하였으며 후에 사손이 출가하자 맏사형 도액이 그를 제자로 받아들였다.
- 도대금: 용문표국 총표두로 소림 속가제자였다. 부상당한 유대암을 무사히 무당산으로 이송하지 못해 은소소에게 살해되었다.

### 곤륜파
- 하태충: 별칭 철금선생. 곤륜파 장문인이지만 옹졸하고 배은망덕하여 자신의 애첩을 살려준 장무기를 죽이려하였다.
- 반숙한: 하태충의 아내로 곤륜파의 실질적 통치자. 뛰어난 검술을 지녔으나 남편과 함께 도액/도겁/도난의 금강복마권에 죽었다.

### 공동파
- 종유협: 광명정 전투에서 명교 토벌을 저지하려는 장무기를 쓰러뜨리려다가 오히려 그에게 치료 받고 감화되었다.
- 당문량: 광명정 전투에서 은천정에게 골절상을 입었으나 장무기에게 접골되었고 후에 그 은혜를 갚았다.

### 화산파
- 왜노자: 광명정 전투에서 하태충 부부와 장무기를 협공하였으나 패배하자 승복하였다.
- 고노자: 광명정 전투에서 하태충 부부와 장무기를 협공하였다.

### 개방
- 사화룡: 개방의 방주. 벽력수 성곤에게 죽임을 당한다.
- 사홍석: 개방 방주였던 사화룡의 딸로 황삼여인의 도움으로 개방으로 돌아왔으며 개방 장로들에게 방주로 추대되었다.

### 고묘파
- 황삼여인: 신조대협 양과와 소용녀의 증손녀으로 추정되는 여인. 사홍석에게 양언니로 불리었으며 개방의 가짜 방주의 정체를 밝혀내었고 도사 영웅대회에서도 사손을 구해주고 주지약의 음모를 저지하였다. 의천도룡기에서 유일하게 구음백골조를 정통으로 구사하는 여인.

### 원 조정
- 차칸 테무르: 별칭 여양왕. 원 왕조 병마대권을 쥐었으며 용병술에 능했으나 황제와 승상 토크토의 견제를 받았다.
- 쿠쿠 테무르: 여양왕의 양자. 왕보보. 성격이 호전적이다.
- 민민 테무르: 여양왕의 딸로 몽골인이지만 한인의 문화를 흠모하여 한인 이름으로 조민이라는 이름까지 지어내었다. 육대문파를 기습해 생포하였으며 장무기에게 온갖 모략을 펼치지만 그의 정에 감복해 사모하여 후에는 아버지인 여양왕과의 부녀관계를 끊었으며, 나중에는 장무기를 도와주고서 원나라 군사를 패퇴시킨 이후에는 장무기와 함께 떠난다.
- 현명이로: 녹장객과 학필옹 사형제. 사형 녹장객은 여색을 밝히고 사제 학필옹은 애주가이다. 현명신장의 달인으로 어린 장무기를 공격했었다. 후에 장무기를 구하려는 조민에게 버림받아 방랑하다가 장무기에게 무공을 상실했다.
- 아대: 본래 개방의 팔대장로로 팔비신검이라 불렸다. 무당 공격전에서 장무기에게 패해 한쪽 팔을 잘렸지만 의천검을 지켜내었다.
- 아이/아삼: 서역 금강문 제자들로 유대암, 은리정을 폐인으로 만들고 공성대사를 죽인 장본인들이다. 무당 공격전에서 사숙들의 원한을 갚으려는 장무기에 의해 폐인이 되었다.
- 신전팔웅: 궁술에 능한 조민 휘하의 여덟 무사.
- 토곤 테무르: 원나라의 마지막 황제. 장무기가 대도에 머무를 때 황제인 토곤 테무르의 행렬을 목격하면서 잠시 등장한다.
- 아유르시리다르 : 원나라의 황태자이자 북원의 2대 황제. 장무기가 대도에 머무를 때 황제인 토곤 테무르의 행렬을 목격하면서 잠시 등장한다

장무기의 가족
|        |        |        |        | 은천정 |        |  |  |        |        |        |        |        |        |        |        |        |        |        |        |        |        |      |      |             |             |             |             |             |             |             |             |             |             |  |  |
|        |        |        |        |        |        |  |  |        |        |        |        |        |        |        |        |        |        |        |        |        |        |      |      |             |             |             |             |             |             |             |             |             |             |  |  |
|        |        |        |        |        |        |  |  |        |        |        |        |        |        |        |        |        |        |        |        |        |        |      |      |             |             |             |             |             |             |             |             |             |             |  |  |
| 은야왕 | 은야왕 | 은야왕 | 은야왕 | 은야왕 | 은야왕 |  |  | 은소소 | 은소소 | 은소소 | 은소소 | 은소소 | 은소소 |        |        | 장취산 | 장취산 | 장취산 | 장취산 | 장취산 | 장취산 |      |      | 차칸 테무르 | 차칸 테무르 | 차칸 테무르 | 차칸 테무르 | 차칸 테무르 | 차칸 테무르 |             |             |             |             |  |  |
| 은야왕 | 은야왕 | 은야왕 | 은야왕 | 은야왕 | 은야왕 |  |  | 은소소 | 은소소 | 은소소 | 은소소 | 은소소 | 은소소 |        |        | 장취산 | 장취산 | 장취산 | 장취산 | 장취산 | 장취산 |      |      | 차칸 테무르 | 차칸 테무르 | 차칸 테무르 | 차칸 테무르 | 차칸 테무르 | 차칸 테무르 |             |             |             |             |  |  |
|        |        |        |        |        |        |  |  |        |        |        |        |        |        |        |        |        |        |        |        |        |        |      |      |             |             |             |             |             |             |             |             |             |             |  |  |
|        |        |        |        |        |        |  |  |        |        |        |        |        |        |        |        |        |        |        |        |        |        |      |      |             |             |             |             |             |             |             |             |             |             |  |  |
| 은이   | 은이   | 은이   | 은이   | 은이   | 은이   |  |  |        |        |        |        | 장무기 | 장무기 | 장무기 | 장무기 | 장무기 | 장무기 |        |        | 조민   | 조민   | 조민 | 조민 | 조민        | 조민        |             |             | 코케 테무르 | 코케 테무르 | 코케 테무르 | 코케 테무르 | 코케 테무르 | 코케 테무르 |  |  |
| 은이   | 은이   | 은이   | 은이   | 은이   | 은이   |  |  |        |        |        |        | 장무기 | 장무기 | 장무기 | 장무기 | 장무기 | 장무기 |        |        | 조민   | 조민   | 조민 | 조민 | 조민        | 조민        |             |             | 코케 테무르 | 코케 테무르 | 코케 테무르 | 코케 테무르 | 코케 테무르 | 코케 테무르 |  |  |

## 드라마
- 의천도룡기(1979년) 홍콩TVB 정소추, 왕명전, 조아지
- 의천도룡기(1984년) 대만판 류덕개, 류옥박, 유가흔
- 의천도룡기 (1986년) 홍콩TVB 양조위, 여미한, 등취문
- 신의천도룡기(1994년) 대만판 마경도, 엽동, 주해미
- 의천도룡기 (2000년) 홍콩TVB 오계화, 여자, 사시만
- 의천도룡기(2003년) 대만&대륙합작 소유붕, 가정문, 가오위안위안
- 의천도룡기(2009년) 대륙판 등초, 안이쉬안, 유경
- 의천도룡기 (2019년)